# The Show (canção dos Reddi)
"The Show" (em português: O show) é a canção que representou a Dinamarca no Festival Eurovisão da Canção 2022 que teve lugar em Turim. A canção foi selecionada através do Dansk Melodi Grand Prix realizada a 5 de março de 2022. Na semifinal do dia 10 de maio, a canção não constou de entre os dez qualificados, pois terminou a semifinal em 13º lugar com 55 pontos.